# عيسى جلبي
عيسى چلبي İsa Çelebi أمير عثماني ابن السلطان بايزيد الأول. ولد و توفي 1380م / 1406م ، ولَاه تيمورلنك على الأناضول الغربيَّة بعد هزيمة أنقرة.

## السيرة الشخصية
الأمير والابن الثالث للسلطان بايزيد الأول ، حارب إخوته ليكون سلاطيناً لكنه قتل على يد إخوته موسى ومحمد الأول. و هو أيضًا ابن شقيق يعقوب جلبي.

## في الأدب
من الغريب أن نرى أنه في الرواية الكاتالونية يعقوب شلبين [أرشيف] (بالنسبة ليعقوب جلبي التاريخي) ، تُدعى حمات البطل غير المستحقة عيسى ، أو عيسى ، شلبين. ربما أعطى مؤلف الرواية المجهول اسم الشخصية التاريخية لامرأة لأن عيسى الغربي يبدو وكأنه أنثى تحمل اسمًا يشير إلى إيزابيل. لاحظ أن مراسلة جلبي التركية (لورد) هي خاتون (سيدة).